# Кронбергер, Карл

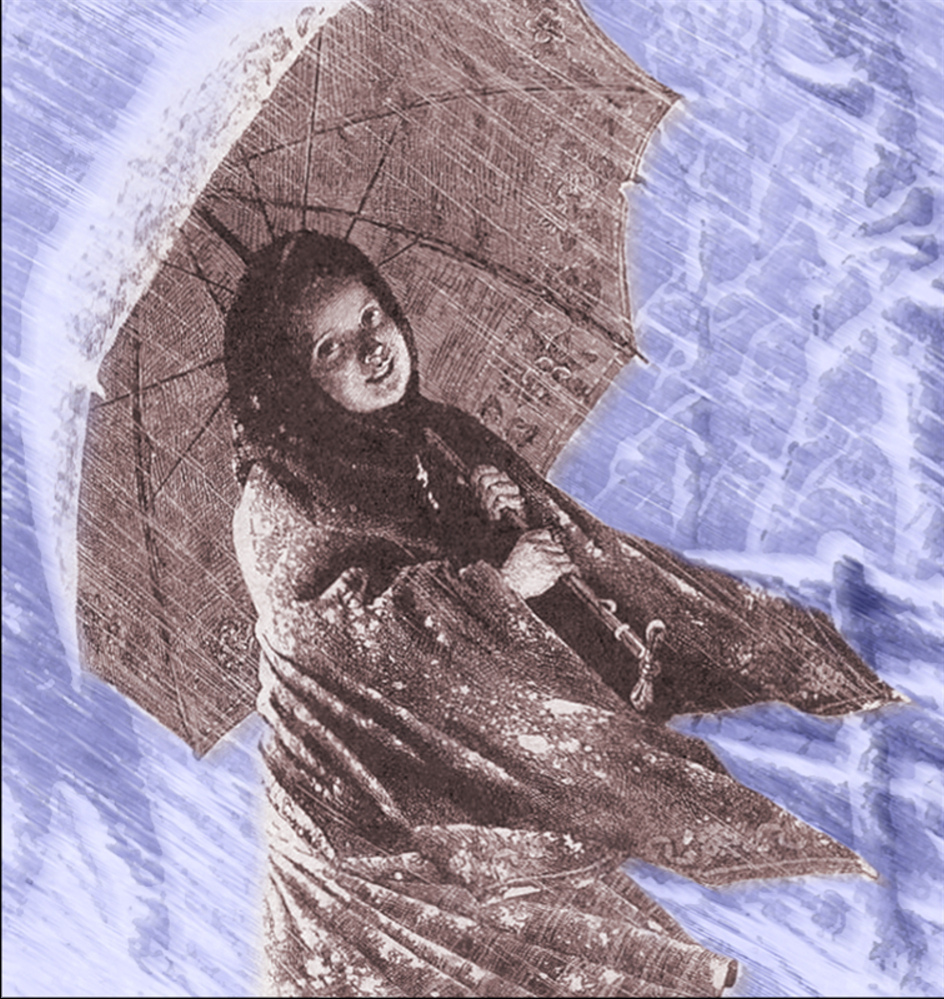
Иллюстрация из книги "Walk Me Through My Dreams", автор Карл Кронбергер

Карл Кронбергер родился в Фрайштадте в семье помещика 7 марта 1841 года. В 1869 году он отправился в Мюнхен и учился в академии. Здесь он усовершенствовал свою способность рисовать фигуру человека и начал специализироваться на портретной и жанровой живописи.
В основном он специализировался на портретах пожилых людей. Однако он также написал несколько «настоящих» жанровых картин. Эти крошечные шедевры позволили художнику проявить свой огромный талант. Его работы и сегодня востребованы коллекционерами академического искусства.